# Free Internet Chess Server
Der Free Internet Chess Server, kurz FICS, ist ein Schachserver zum Online-Spielen von Live-Partien. Jeder darf sich kostenlos an Spielen beteiligen.
Gegründet 1995 und seit 1998 eine gemeinnützige Organisation, ist FICS heute einer der größten freien Schachserver. Die Benutzer bekommen durch das Glicko-System ein Rating, sodass es leicht ist, Spieler gleicher Stärke zu finden. Außerdem bietet der Server regelmäßig Turniere und internationale Schachevents können live verfolgt werden.

## Geschichte
Der erste Internet Schach Server (engl.: ICS) wurde 1980 gestartet. Er wurde von freiwilligen Helfern programmiert und konnte kostenlos benutzt werden. 1995 wurde er in Internet Chess Club (ICC) umbenannt und war nicht mehr kostenlos nutzbar.
Verärgert darüber, dass ihre Idee kommerziell ausgenutzt wurde, fanden sich einige Programmierer unter Leitung von Chris Petroff (Sparky) und gründeten FICS. Der Server nahm am 5. März 1995 seine Arbeit auf. Am 18. Juli 2013 wurde der Server gehackt und war für acht Tage nicht am Netz. Am 25. August 2013 brachten erneut Hacker den Server in ihre Gewalt.

## Software zum Verbinden

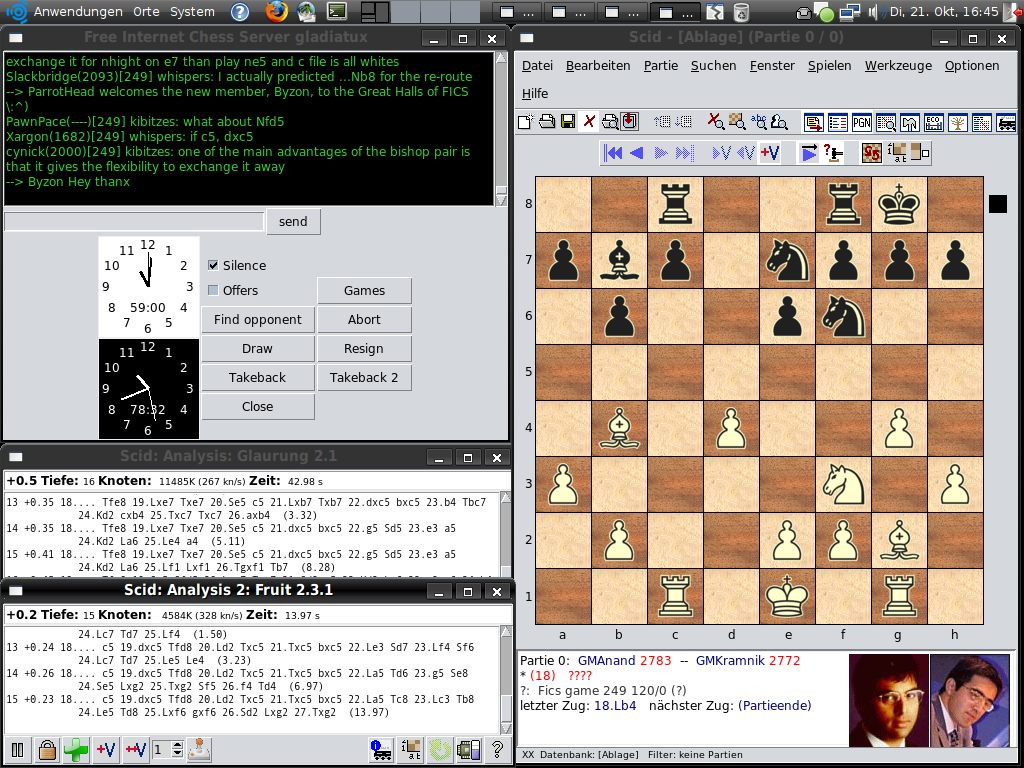
Die Übertragung der 5. Partie der Schach-WM 2008 auf FICS mit der Schachsuite Scid

Hierfür stehen dem Benutzer auf der Webseite das Jin Applet oder auch Javaboard zur Verfügung.
Es ist allerdings zu empfehlen, eines der vielen Schachprogramme zu verwenden, da diese mehr Funktionen besitzen. Eine nicht ganz aktuelle Liste ist auf der FICS-Homepage zu finden. Beliebte Programme sind:
- Babaschess (Windows) ist das beliebteste Interface, da es sehr viele Funktionen hat (proprietär)[3]
- eBoard (GNU/Linux) ist mit xBoard eines der populärsten Schachprogramme für GNU/Linux mit vielen Funktionen (GPL)
- Thief (Windows) ist besonders unter den Tandemschach-Spielern beliebt (proprietär)[4]
- Jin (plattformunabhängig) ist ein auf Java basierendes Interface (GPL)[5]
- Fixation (Mac OS) ist eines der wenigen Programme für den Mac (proprietär)[6]
- Mobialia Chess Free ist eine umfangreiche Software mit Analysefunktion für Android[7]
- Winboard ist eine Variante von xBoard für Windows (GPL)
- Die freie und sehr umfangreiche Schachsuite Scid (plattformunabhängig) bietet ab der Version 3.6.21 die Möglichkeit zum Verbinden mit FICS. Scid bietet zudem zahlreiche Möglichkeiten zum Analysieren von beobachteten Partien.
- Arena Chess GUI (Windows): Frei verfügbares Schachprogramm mit austauschbaren Chess-Engines, Unterstützung für Chess960, FICS Interface u. v. a. m.[8]
- Chess Walk (Android) (GPL)[9]

## Schachvarianten
Außer dem normalen Schach ist es auf FICS auch möglich, einige Schachvarianten zu spielen. Diese sind:
- Chess960 (auch Fischer Random Chess genannt) und weitere Varianten der Anfangsposition unter dem Namen wild.
- Tandemschach unter dem Namen bughouse
- crazyhouse (eine Variante des Tandemschachs für nur zwei Spieler)
- Räuberschach unter dem englischen Namen suicide
- losers, eine Variante des Räuberschachs, bei dem die Partie auch nach den gewöhnlichen Schachregeln legitim sein muss. Gewonnen hat, wer entweder alle Steine (außer dem König) verliert oder vom Gegenspieler matt gesetzt wird.
- Atomschach

## Kritik
FICS lässt auch Spieler mit Lag zu. Zwar wird die Übertragungsverzögerung durch ein Zeitsiegel kompensiert, doch kann gerade in einer Blitzpartie das Zeitgefühl beeinträchtigt werden. Andere Server, wie zum Beispiel ICC, lassen Spieler mit hohem Lag keine Partien starten oder paaren sie gegen andere Spieler mit schlechten Verbindungen.